# 플룽게
플룽게(Plungė)는 리투아니아에 있는 도시로 인구는 2만여 명 이상이다.